# Eois fuscicosta
Eois fuscicosta är en fjärilsart som beskrevs av Paul Dognin 1912. Eois fuscicosta ingår i släktet Eois och familjen mätare. Inga underarter finns listade i Catalogue of Life.